# 小行星1779
小行星1779（1779 Parana）是一颗围绕太阳公转的小行星。1950年6月15日，米格爾·伊茲克索恩在拉普拉塔发现了此天体。
該小行星以南美洲的巴拉那河命名。
这颗小行星的绝对星等为11.53835等。